# Том Воргерст стар.
Том Воргерст стар. (англ. Tom Warhurst Sr.; 10 лютого 1917 — 23 січня 2004) — колишній австралійський тенісист.
Найвищим досягненням на турнірах Великого шолома був фінал в змішаному парному розряді.

## Фінали турнірів Великого шлему

### Мікст (1 поразка)
| Результат | Рік  | Турнір              | Покриття | Партнер   | Суперники                         | Рахунок  |
| --------- | ---- | ------------------- | -------- | --------- | --------------------------------- | -------- |
| Поразка   | 1952 | Чемпіонат Австралії | Трава    | Ґвен Тіле | Телма Койн-Лонґ Джордж Вортінгтон | 7–9, 5–7 |